# Moritz Kloss

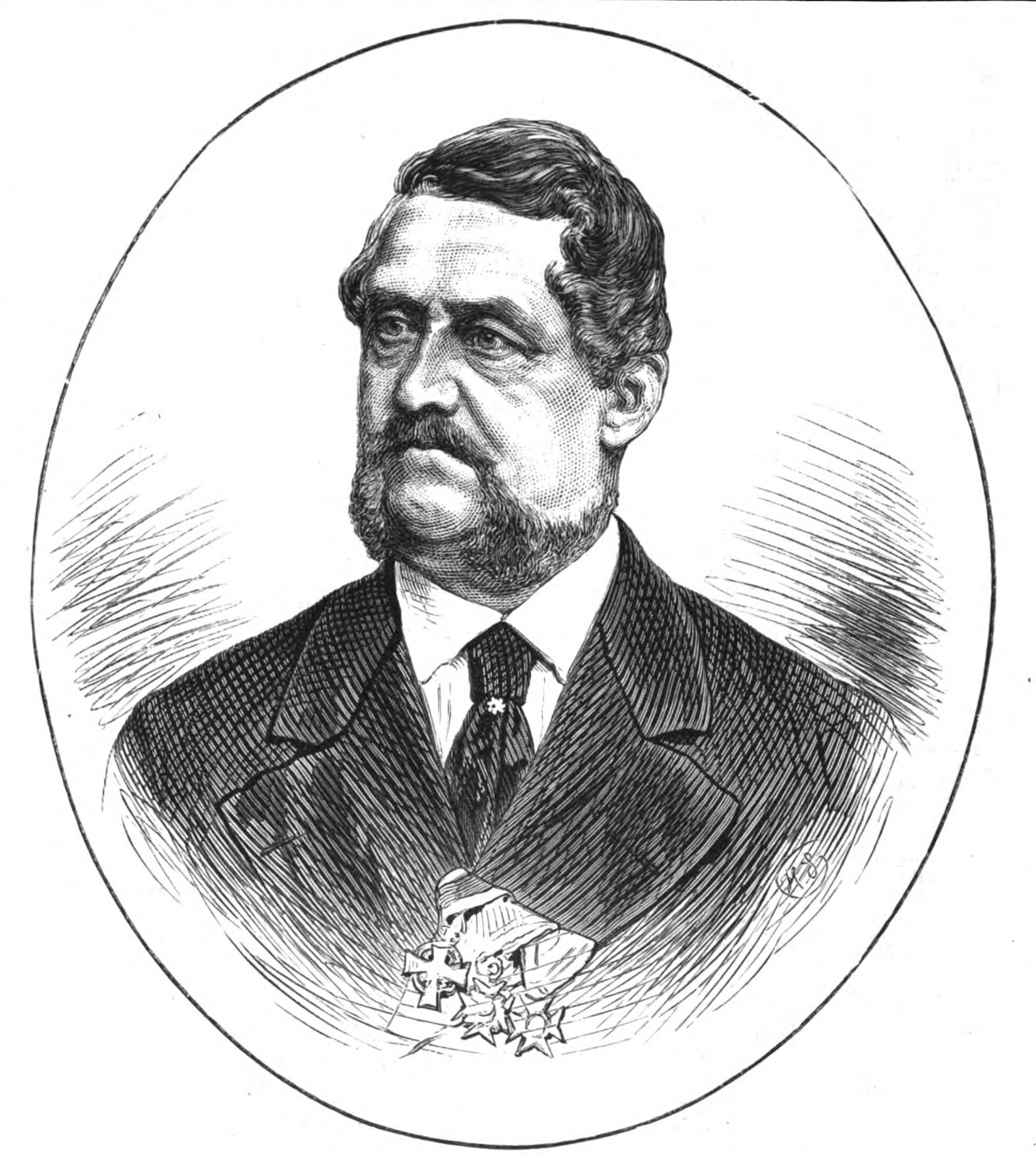
Moritz Kloss (1818–1881)

Moritz Kloß (auch Kloss, * 18. März 1818 in Krumpa; † 1. September 1881 in Dresden) war ein deutscher Pädagoge und Förderer des Turnsports.

## Leben
Kloß wurde als Sohn eines Lehrers im kleinen Ort Krumpa bei Mücheln geboren. Nach Besuch des Domgymnasiums Merseburg entschied er sich auf Wunsch seines Vaters für eine Lehrerausbildung und besuchte ab 1834 die Präparandenanstalt in Weißenfels. Nach erfolgreichem Abschluss und Militärdienst begann er seine Tätigkeit zunächst als Hilfslehrer im Seminar in Weißenfels. Ab 1840 arbeitete er als Gymnasiallehrer in Zeitz.
Ein Jahr später entschied sich Kloß für ein weiteres Studium und begann dieses an der philosophischen Fakultät in Berlin. Hier lernte er Friedrich Ludwig Jahn und seine Ideen für den Turnsport kennen. Nach seiner Rückkehr nach Zeitz leitete er dort nach Aufhebung des Turnverbots 1842 die neueingeführten Turnübungen. Zugleich war er Gesangslehrer am Gymnasium und ab 1844 Kantor der Zeitzer Michaeliskirche.
1850 bewarb sich Kloß um die Stelle des Direktors der neugegründeten Turnlehrerbildungsanstalt in Dresden. Seinem Ersuchen wurde vom sächsischen Kultusministerium am 5. Juni 1850 stattgegeben und Kloß zum ersten Direktor der Einrichtung mit einem festen Jahresgehalt von 600 Talern ernannt. In über dreißigjähriger Tätigkeit als Direktor der ersten Turnlehrerausbildungsstätte in Deutschland erwarb er sich große Verdienste um den Aufschwung des deutschen Turnwesens. Zudem war er ab 1853 mit der Inspektion des gesamten Schulturnens in Sachsen beauftragt.
Neben der Ausbildung künftiger Turnlehrer für Volksschulen verfasste er auch zahlreiche Bücher zum Thema und war Herausgeber der ab 1855 erschienenen „Jahrbücher für die Turnkunst“. Ab 1860 führte er spezielle Turnübungen für Mädchen ein, die ihn zum „Vater des Mädchenturnens“ machten. Dabei sprach er sich für geschlechtsspezifische Turnübungen aus, lehnte jedoch Übungen wie Bockspringen, Voltigieren und  Barren- und Reckturnen für Mädchen wegen „höherer Verletzungsrisiken“ für das schulische Mädchenturnen ab.

„Der Knabe soll in Dur, das Mädchen in Moll ... turnen“

## Veröffentlichungen (Auswahl)
- Neue Jahrbücher der deutschen Turnkunst. Blätter für die Angelegenheiten des deutschen Turnwesens, vornehmlich in seiner Richtung auf Erziehung und Gesundheitspflege... Dresden (ab 1855)
- Weibliche Hausgymnastik. Eine leicht verständliche im Haus und Zimmer ausführbare Selbstanweisung zu gesundheitsgemäßer und heilkräftiger Körperübung. Als Beitrag für das weibliche Geschlecht alles Altersstufen,  Weber, Leipzig (1856)
- Hantel-Büchlein für Zimmerturner. Ein Beitrag zur praktischen Gesundheitspflege, Leipzig (1860)
- Die Turnschule des Soldaten. Systematische Anleitung zur Körperlichen Ausbildung, Leipzig (1860)
- Das Turnen in den Spielen der Mädchen. Eine Auswahl nützlicher und passender Jugend- und Bewegungsspiele zur geistigen und körperlichen Erholung des jüngeren Mädchenalters wie als Beitrage zu einer naturgemäßen Jugenderziehung. Dresden (1862)
- Anleitung zur Ertheilung des Turnunterrichtes. Zunächst für die Elementarvolksschulen des Königreichs Sachsen auf Veranlassung des Königlich Sächsischen Ministeriums des Cultus und öffentlichen Unterrichtes, Dresden (1873)

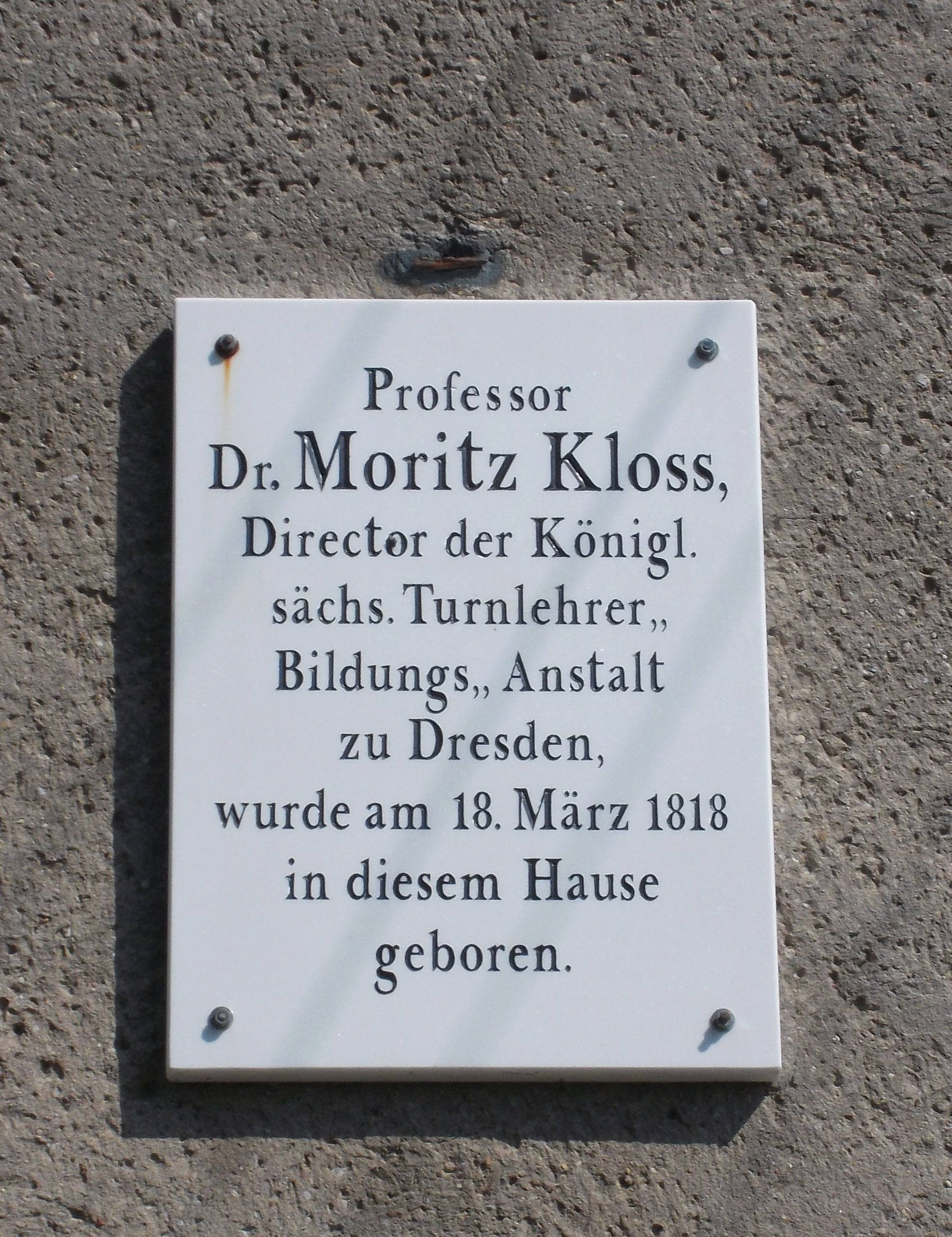
Gedenktafel in Krumpa

## Ehrungen
- 1875 Verleihung des Titels Professor
- 1884 Gedenktafel an seinem Geburtshaus in Krumpa (erneuert 2006)
- 1912 Benennung der Moritz-Kloß-Straße in Dresden[2]